# Richard Freed
Richard (Donald) Freed (Chicago, 1928. december 27. – 2022. január 1.) 20. századi amerikai zenekritikus, zenei programszervező.

## Pályája
A Chicagói Egyetem filozófia szakán szerzett főiskolai diplomát, 1947-ben. Miután külső szerkesztőként a Saturday Review-nál dolgozott, asszisztens lett Irving Kolodin igazgató mellett (1962–1963), valamint állandó kritikus a The New York Timesnál. Közben bedolgozott a The Audio Beatnél 1965–66-ban, majd a Rochesteri Egyetem Eastman School of Musicjának igazgatóhelyettese lett (1966–1970), azután public relations igazgató a St. Louis-i Szimfonikus Zenekarnál (1971–72-ben). 
1974-től 1990-ig ügyvezető igazgatója az Észak-Amerikai Zenei Kritikusok Szövetségének, s közben külső szerkesztője volt a Stereo Review-nak (1973 óta) és a Washington Star 1972–1975, majd a The Washington Post lapok hangrögzítési kritikusa 1976–1984 között, rádiós műsorvezető a St. Louis Baltimore-i Szimfonikus Zenekar koncertjein, valamint programkommentátor a Houston Szimfónia, Nemzeti Szimfónia, Philadelphia Zenekarok előadásain. Kapott két ASCAP-Deems Taylor-díjat a koncert- és felvétel-kommentárokért, egy Grammy-díjat az utóbbiak tanácsadójaként és a Nemzeti Szimfonikus Zenekar zenei igazgatójaként (1981-től).
Számos újság és folyóirat számára írt cikk szerzőjeként írt még sok történelmi felvételről a Smithsonian Intézetnek is. Koncertkritikáiért kapott American Society of Composers-, Authors and Publishers-, Authors and Publishers-, Deems Taylor- és Grammy-díjat is.
Mint az MCANA korábbi ügyvezető igazgatója és nem hivatalos történésze nemrégiben több felbecsülhetetlen értékű történelmi dokumentumot adományozott az intézménynek, emellett egy sor orsós szalagot az MCA nyilvános szimpóziumairól a Kennedy Centerben, 1987 márciusáig bezárólag.
A Music Criticism in America's Press szimpóziumán bemutatták a The National Endowment for the Arts; The Gannett Foundation; The Hechinger Foundation; Mr. and Mrs. Gordon P. Getty Foundation; and the John F. Kennedy Center támogatásával az előadóművészetért.

## Művei
- 1963. május: cikke a The National Music Council által szervezett Recording Service Committee megalakításáról a The Gramophone-ban, rövidítve Committee reviewsban
- 1967. február: jelentése új Strauss-feltételekről, Vintage Strauss címen, a Saturday Review-ban
- 1982: Mesterművek, 11–13. Edition, International Alban Berg Society, University of Virginia
- 1984. július: megírja az "Igor Stravinsky And Friends" c. cikket a Washington Postba
- 1990. június: megírja a ”Kubelik in Prague — and in the Catalogue” c. esszét[6]
- 1992. március: kritikája szerint Kurt Masur vezényletével Anton Bruckner Hetedik Szimfóniájának felvétele élőben bizonyítja a zenekar teljesítményét, amely nagy ígéret a New York-i Filharmonikusok és a mester együttműködésére.
- 1993: Conductors Anthology: The school music director off the podium

## Fordítás
Ez a szócikk részben vagy egészben  a   Richard Freed című angol Wikipédia-szócikk ezen változatának fordításán alapul.  Az eredeti cikk szerkesztőit annak laptörténete sorolja fel. Ez a jelzés csupán a megfogalmazás eredetét és a szerzői jogokat jelzi, nem szolgál a cikkben szereplő információk forrásmegjelöléseként.